# Puentes de García Rodríguez

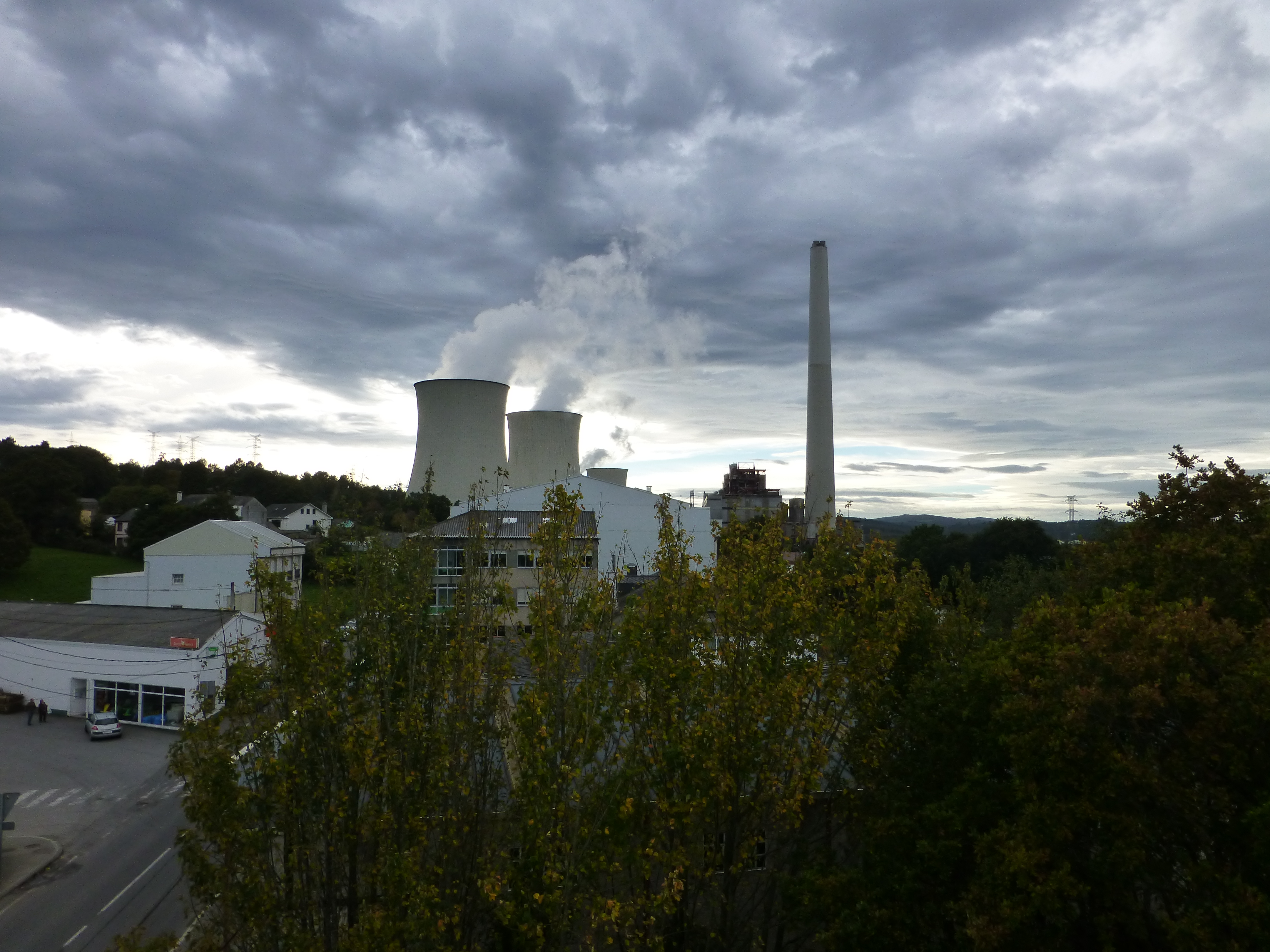
Las torres de refrigeración de la central (torres hiperbólicas) emiten solamente vapor de agua.

Puentes de García Rodríguez (en gallego As Pontes de García Rodríguez) es un municipio de la provincia de La Coruña, Galicia (España), perteneciente a la comarca del Eume. Su extensión es de 249,37 km² y alcanza una población de 9867 habitantes según el censo del año 2023, lo que se traduce en una densidad de 39,56 hab./km². Situado en el norte de la provincia, destaca por ser el municipio más extenso de esta y por ser la sede de una de las explotaciones energéticas mayores de España, lo que convierte a esta población en un importante núcleo industrial en Galicia. La chimenea de la central eléctrica es la más alta de España, con 356 metros.

## Geografía
El municipio limita al norte con los municipios de Mañón y Ortigueira, al este y sureste con los de Muras y Germade, al suroeste con el de Monfero y al oeste con Capela, San Sadurniño y Somozas.
Debido a que el municipio de Puentes es el de mayor extensión de la provincia de La Coruña, abarca una gran variedad de paisajes. El Monte Caxado, al norte, constituye con sus 756 metros el punto más elevado del municipio y uno de los más altos de la provincia, superado por el pico el Pilar, próximo a Melide. A su alrededor se encuentran otras montañas como Pena da Loba (658 m), macizo Sucadio (66 m), los macizos de Penas de Noite (626 m) o el de Deveso (558 m). Los ríos que discurren por el municipio son en general caudalosos, con un régimen bastante regular. Destaca entre ellos el Eume, que tiene una extensión de 9 kilómetros. También cabe mencionar el río Sor cuyo nacimiento se produce en la parroquia de Freixo, al norte, separando las provincias de Lugo y La Coruña hasta su desembocadura en la ria del Barquero. 
Es muy reseñable también el lago de Puentes de García Rodríguez, creado de forma artificial a partir de la restauración de la antigua mina de lignito por parte de Endesa. Es el mayor lago de España en dimensiones exceptuando embalses. Es asimismo una importante zona de recreo, ya que cuenta con playa y algunos deportes acuáticos se realizan en él. Además, ha creado un ecosistema propio con especies animales y vegetales que lo usan como fuente de vida. En el municipio se asienta la mayor parte del bosque natural protegido Fragas do Eume, que es un bosque atlántico que bordea el embalse del Eume.

## Accesos por carretera
En Puentes confluyen varias carreteras autonómicas, las principales son la AG-64, autovía Ferrol - Villalba, la AC-101, que une con Ortigueira, la AC-564, que une las zonas industriales de Ferrol, como Mugardos; la AC-110, que une este pueblo con Somozas y Cedeira, y la AC-861, que sirve de conexión con la provincia de Lugo, hacia Villalba y Ferrol.

## Parroquias
Parroquias que forman parte del municipio:
- Aparral[6]
- Bermuy (Santiago)[7]
- Deveso (Santa María)
- Espiñaredo (Santa María)
- Eume (San Pedro)
- Faeira (San Pedro)
- Freijo[6]
- Goente (San Martiño)
- Puentes de García Rodríguez[6]
- Ribadeume (Santa María)
- San Mamede
- Seoane (San Xoán)
- Vilavella[6] (Santa María)[8]

## Historia
Entre los años 6000 a 2800 a. C. se cree que un importante asentamiento humano poblaba la zona aunque la mayoría de los restos encontrados son sobre enterramientos y no sobre la vida. Incluso hay teorías que dicen que el valle era una inmensa tumba (dugusón) para los pueblos nómadas de la zona. En el municipio se encontraron objetos prehistóricos. Más de 125 mámoas, fragmentos de cerámica e incluso vasos correspondientes a la cultura campaniforme. Hay numerosas pruebas de la romanización de la zona como pueden ser varios sarcófagos paleocristianos encontrados en la villa y restos de viviendas romanizadas.
En el año 1267 se encuentra el primer texto que constata la existencia del “Concejo das Pontes”. En 1376, Enrique II de Castilla le concedió el señorío de la Villa de Puentes al caballero García Rodríguez de Valcárcel, por haberlo rescatado de la prisión en la que se encontraba tras la batalla de Nájera. «Por quantas lealtanzas de fianza fallamos en vos... e por quanto afán y trabajo y pérdidas oviste tomado por nós... facemos vos donación pura y perpetua... del lugar de las Puentes de Hume». Su linaje se extinguió en 100 años pasando a pertenecer el señorío a la casa de Lemos. Sin embargo dejó su huella en los numerosos puentes que mandó construir destacando entre ellos el “puente de los hierros” («ponte dos ferros»).
Según el “Catastro del Marqués de la Ensenada”, realizado en 1752, residían entonces, en el casco urbano pontés, algo más de doscientos habitantes y cerca de mil en el resto del municipio. La villa disponía de un Hospital para recoger, dar posada y asistir a pobres, peregrinos y viandantes. El edificio, cuyo recuerdo da nombre a la plaza principal de Puentes, siguió siendo hospital hasta mediados del siglo XIX y escuela hasta la segunda década del siglo XX, en que fue demolido por una orden municipal. A finales del siglo XVIII, José Cornide Saavedra comunicó a la Real Sociedad Económica de Amigos del País la existencia en Puentes de García Rodríguez de yacimientos de lignito. En 1862 se levantaría un nuevo puente construido en época de Isabel II y de quien recibe el nombre.

## Geografía humana

### Demografía
Cuenta con una población de 9782 habitantes (INE 2024).
| Gráfica de evolución demográfica de Puentes de García Rodríguez entre 1842 y 2023 |
| |
| Población de derecho según los censos de población del INE Población de hecho según los censos de población del INEEn estos censos se denominaba Puentes de García Rodríguez: 1842, 1857, 1860, 1877, 1887, 1897, 1900, 1910, 1920, 1930, 1940, 1950, 1960, 1970 y 1981 |

## Economía
La economía de Puentes de García Rodríguez depende principalmente de la industria, donde destaca el sector de generación eléctrica, aunque también dispone de núcleos de población dedicados a la agricultura y a la ganadería. 

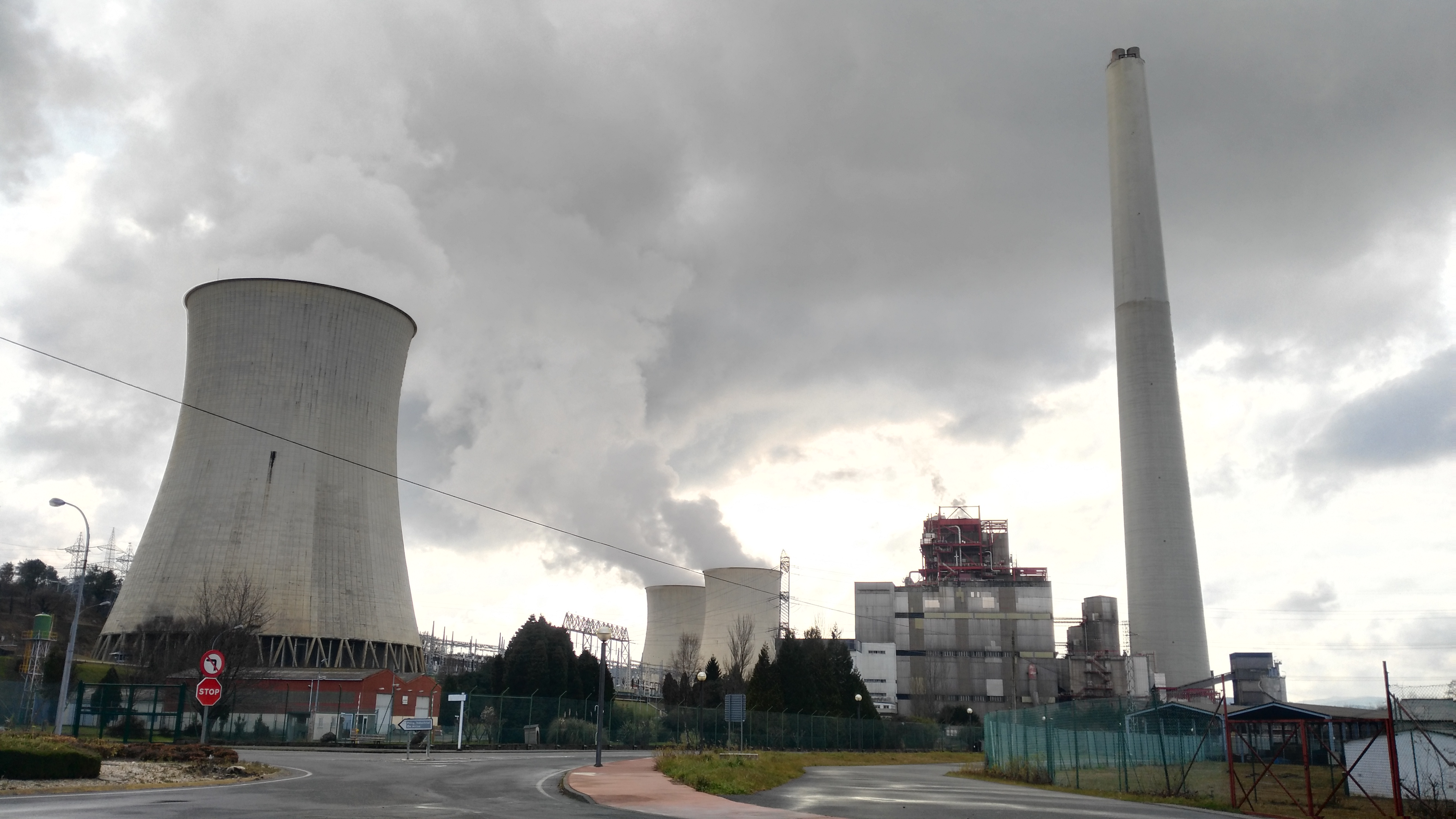
Central térmica de As Pontes

Su principal industria es la central térmica y la mina de carbón que abastecia a esta de Endesa, actualmente lago artificial. La central térmica de Puentes de García Rodríguez es la más grande de España, y su chimenea, Endesa Termic, con 357 metros de altura, es una de las construcciones más altas de España, solo superada por la Torreta de Guardamar con 370 metros. Tiene una potencia de 1400 megavatios, inusualmente elevada en este tipo de centrales. En el año 2007 sufrió importantes remodelaciones, que han conseguido reducir sustancialmente las emisiones de CO2. Esta central térmica se abastecía primero de la explotación minera a cielo abierto de lignito que había en las cercanías, y más tarde, debido a la modificación de la central con la intención de reducir las emisiones de CO2 y, para cumplir con el Protocolo de Kioto, del que España es firmante, se empezó a abastecer de la importación de carbón de mejor calidad y menos contaminante, que procedía de distintas partes del mundo y que era transportado por mar hasta el puerto de Ferrol y Coruña para luego ser transportadas en camiones hasta la central. El yacimiento local fue progresivamente cerrando y al mismo tiempo recuperado el espacio mediante el rellenado del mismo con agua, para dar lugar al lago artificial de Puentes.   De todos modos, la situación económica de la central térmica de Puentes de García Rodríguez ha cambiado mucho. Desde el año 2019 Endesa formalizó ante el Ministerio de Transición Ecológica la solicitud de cierre de los cuatro grupos de carbón. Debido a la subida del precio de los derechos de CO2 y la caída del precio del gas esta central deja de ser rentable para competir en el mercado. Finalmente en agosto de 2023 se autorizó el cierre definitivo de todos los grupos de carbón y la zona sufrirá una reconversión industrial, publicado en el BOE de 19 de agosto de 2023. 
Se ha construido otra central nueva que usa gas natural para producir electricidad, central térmica de ciclo combinado de 860 megavatios, constituida por dos turbinas de gas y una de vapor, cada una con su propio generador eléctrico independiente, lo que aporta gran flexibilidad operativa. .La alimentación de esta central de Puentes de García Rodríguez procede de una regasificadora Reganosa, situada en la ría de Ferrol, a la que está unida por un gasoducto de unos 30 kilómetros. Endesa tiene contratada en esta terminal una capacidad anual de 0,8 bcm, es decir, 800 millones de metros cúbicos de gas natural. La planta es propiedad de Reganosa, compañía liderada por Endesa, y a la que la nueva central de ciclo combinado da viabilidad.
Además el municipio cuenta con numerosos parques eólicos, contribuyendo definitivamente al liderazgo que tiene Galicia en España en esta tecnología, y dos embalses. Es uno de los lugares con mayor producción de energía a nivel mundial, siendo la localidad que más energía produce de toda España.                                       El municipio cuenta con tres parques industriales donde se asientan otras muchas empresas, con actividades tan diversas como Einsa (ediciones informáticas e impresión), Galparket (parqué flotante), Arteixo Telecom (equipos electrónicos), Acebron Group (Grandes Mecanizados), Pomesa (Estructuras Metálicas), Prometal (Estructuras metálicas), Evasa (Paneles solares), Delagro (Agricultura).                                                                  En Puentes de García Rodríguez existe también una mínima actividad láctea, liderada por la empresa Queserías del Eume. Es sin embargo muy importante su riqueza forestal en cuanto a producción maderera, llegándose incluso a estudiar la posibilidad de aprovechar su biomasa con fines energéticos. 

## Política
| Periodo   | Nombre                                    | Partido    |
| --------- | ----------------------------------------- | ---------- |
| 1979-1983 | Tomás Coello Coello                       | UG         |
| 1983-1987 | Jaime Vilaboy Ramil                       | CG         |
| 1987-1991 | Aquilino Meizoso Carballo                 | ADAP       |
| 1991-1995 | Aquilino Meizoso Carballo                 | ADAP       |
| 1995-1999 | Vítor Guerreiro Pena                      | BNG        |
| 1999-2003 | Vicente López Pena / Vítor Guerreiro Pena | PP / BNG   |
| 2003-2007 | Vítor Guerreiro Pena                      | BNG        |
| 2007-2011 | Valentín González Formoso                 | PSdeG-PSOE |
| 2011-2015 | Valentín González Formoso                 | PSdeG-PSOE |
| 2015-2019 | Valentín González Formoso                 | PSdeG-PSOE |
| 2019-2023 | Valentín González Formoso                 | PSdeG-PSOE |

Debido a las características socioeconómicas de la villa, Puentes de García Rodríguez se trata de un municipio de larga tradición asociativa y, sobre todo, sindical. A menudo el nombre del pueblo está presente en los asuntos relacionados con la minería del carbón a nivel nacional, y huelgas y manifestaciones no eran infrecuentes en los años dorados de la actividad minera e industrial. En la actualidad son tres los sindicatos activos en el pueblo: además de los dos principales, UGT y CCOO, se encuentra el nacionalista gallego CIG.
En cuanto a los partidos políticos, se puede destacar una progresiva desaparición del mapa político pontés de formaciones políticas desde los inicios de la democracia. En la actualidad los partidos políticos con representación en la cámara municipal son PSOE, BNG y PP. Es necesario mencionar la importancia de las agrupaciones locales de los dos primeros a nivel provincial: en número de miembros la socialista constituye la cuarta de la provincia de La Coruña y la nacionalista la tercera a nivel provincial, incluso por encima de la de Ferrol. También existe un partido independiente llamado Amigos de As Pontes (ADAP), que, si bien no presentó una candidatura a las últimas elecciones municipales, gobernó durante 8 años el municipio.
| Partido político | Partido político                                     | 2023    | 2023       | 2019    | 2019       | 2015    | 2015       | 2011    | 2011       | 2007    | 2007       | 2003    | 2003       |
| Partido político | Partido político                                     | Votos % | Concejales | Votos % | Concejales | Votos % | Concejales | Votos % | Concejales | Votos % | Concejales | Votos % | Concejales |
| ---------------- | ---------------------------------------------------- | ------- | ---------- | ------- | ---------- | ------- | ---------- | ------- | ---------- | ------- | ---------- | ------- | ---------- |
|                  | Partido dos Socialistas de Galicia-PSOE (PSdeG-PSOE) | 52,19 % | 7          | 65,33 % | 12         | 55,88 % | 11         | 65,0 %  | 12         | 44,95 % | 8          | 11,43 % | 2          |
|                  | Bloque Nacionalista Galego (BNG)                     | 29,72 % | 4          | 21,02 % | 3          | 19,64 % | 3          | 23,0 %  | 3          | 43,41 % | 8          | 51,91 % | 9          |
|                  | Partido Popular de Galicia (PPdeG)                   | 16,26 % | 2          | 6,38 %  | 1          | 9,58 %  | 1          | 9,7 %   | 1          | 9,4 %   | 1          | 17,96 % | 3          |
|                  | Por As Pontes/Son En Común (XasP/Son En Común)       |         |            | 5,60 %  | 1          | 12,64 % | 2          | -       | -          | -       | -          | -       | -          |
|                  | Compromiso por Galicia (CxG)                         |         |            | -       | -          | *       | 1          | -       | -          | -       | -          |         |            |
|                  | Amigos de As Pontes (ADAP)                           |         |            | -       | -          | -       | -          | -       | -          | 16,28 % | 3          |         |            |

- El BNG obtuvo 1563 votos y 4 concejales en las elecciones de 2011, pero tras escisión del partido en el año 2012 una edil dejó de formar parte del grupo municipal en As Pontes y se unió a Compromiso por Galicia.

El socialista Valentín González Formoso fue proclamado alcalde de la localidad en el año 2007, renovando su mandato hasta la actualidad.

## Fiestas
Puentes de García Rodríguez honra en sus fiestas a Nuestra Señora del Carmen. Se celebra el 16 de julio desde 1741, fecha que la Iglesia Católica designa como festividad de dicha advocación mariana. Especial relevancia en la fiesta tiene la procesión nocturna que el sábado de fiesta parte de la capilla del Carmen con la imagen de la Virgen hasta la iglesia, capilla a la que regresa el domingo caminando sobre una extensa alfombra floral.
El 24 y 25 de julio se celebra “A Festa da Fraga” en la que los vecinos de Puentes de García Rodríguez confeccionan casetas artesanalmente con madera y ramas de árboles donde hacen vida durante esos dos días. A la fiesta le acompaña un festival folk y desde el año 2004 también un festival rock (llamado “Nabiza Rock”). En los últimos años esta fiesta está considerada de interés turístico nacional.
Además hay otras fiestas como pueden ser la “festa de Pontoibo”, también llamada "San Vicente".
Como fiestas gastronómicas destacan:
- La Feria del Grelo: Esta fiesta nació en 1981 para potenciar la agricultura local y ha alcanzado fama en toda la comunidad. Se celebra cada año el domingo de carnavales.

- La Feria de Fungos e Cogumelos: Se realiza el día 1 de noviembre y recoge diversos actos como la degustación de platos y diversos concursos.

## Deporte
En el plano deportivo destacan dos clubes: el Club Deportivo As Pontes (anteriormente Endesa As Pontes) que participa de la Regional Preferente de fútbol, y que en los 80 y 90 militó nueve temporadas en Segunda B. En la temporada 2009-2010 el C.D As Pontes volvió a conseguir el ascenso al grupo I de la 3.ª División tras clasificarse como subcampeón de grupo.                                                                                                                El otro club de referencia de la ciudad es el O Esteo As Pontes que compite en la Primera Nacional "A" (la tercera división en importancia nacional) de fútbol sala. Con los nombres de Autos Puentes y Galparket As Pontes participó muchas temporadas en Primera Nacional "A".                                                                               Se puede destacar también el Clube de Rugby Fendetestas que ha militado a lo largo de la temporada 2009-2010 en la Primera Nacional de rugby (la tercera división en importancia nacional).                                                 También llama la atención que en As Pontes es el único lugar de Galicia donde se realiza el triatlón de larga distancia. Se realizan 3,8 kilómetros de natación en el lago, 180 kilómetros de ciclismo y 42 kilómetros de carrera. Organizado por Northwest Triman puede reunir hasta a 800 participantes, generalmente de toda España y Portugal. 

## Monumentos y lugares de interés

### Fragas do Eume

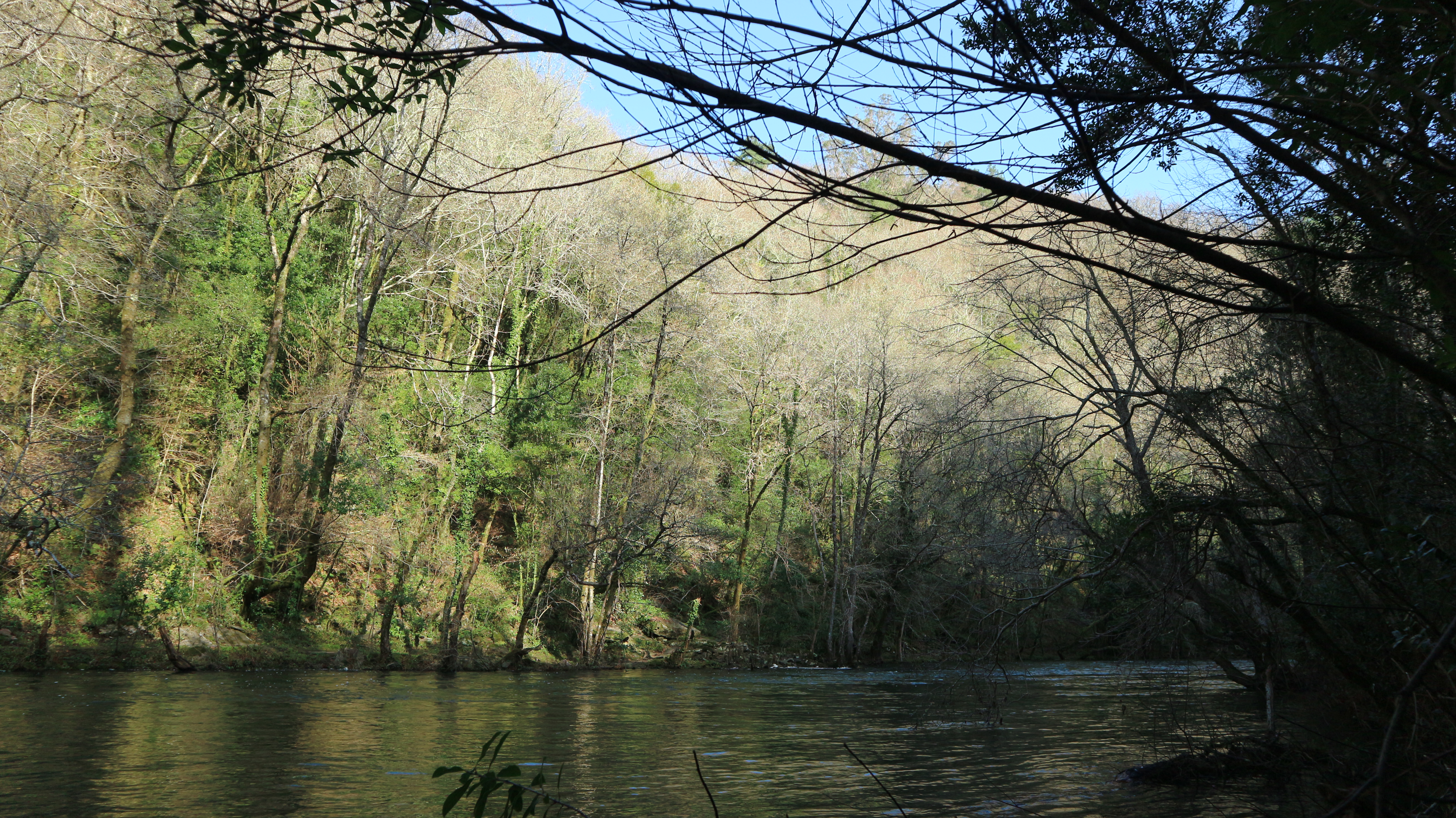
Fragas do Eume

Las Fragas do Eume forman un abrupto valle de profundas gargantas, creando uno de los bosques atlánticos costeros mejor conservados de toda Europa y uno de los escasísimos bosques de su tipo en el continente. Fue declarado Parque Natural el 12 de agosto de 1997. Tiene una extensión de 9.125 hectáreas y es el segundo más grande de Galicia.
Las Fragas tienen un paisaje muy enriquecido con muchas especies de árboles caducifolios como robles, castaños o fresnos. Esta vegetación convive a ras de suelo con helechos, líquenes y setas.  A través de la fraga discurre el río Eume y se crea un ambiente natural que favorece la presencia de fauna, entre las cuales destacan la presencia de más de 100 especies de aves, 40 de mamíferos, 13 de anfibios, 10 de reptiles, 8 de peces y una gran diversidad de invertebrados. Son consideradas patrimonio natural de Galicia. En su interior podemos encontrar el monasterio de Caaveiro y en sus proximidades el monasterio de Monfero.

### Monasterio de Caaveiro

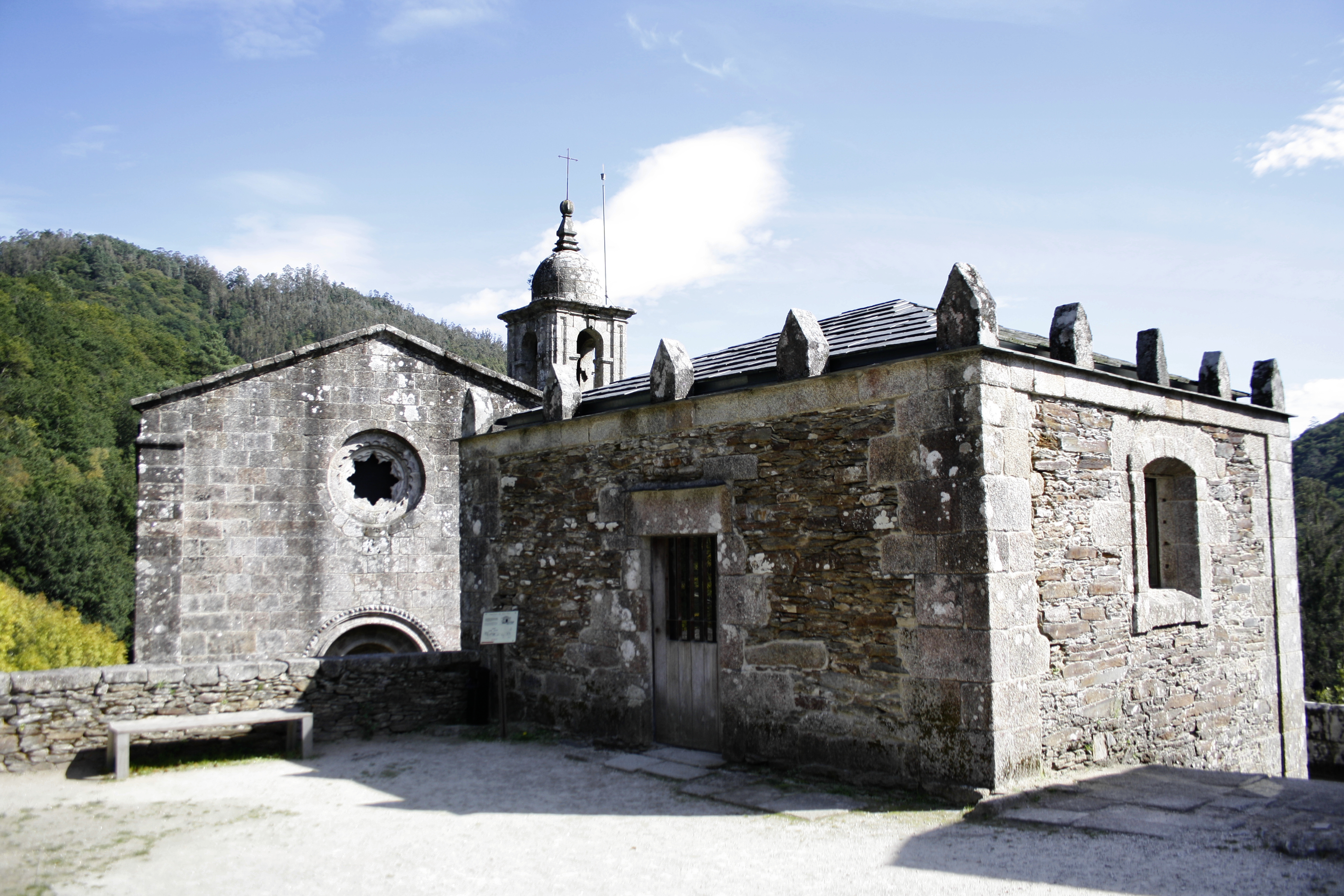
Monasterio de Caaveiro

El Monasterio de Caaveiro está situado en pleno corazón del parque natural de las Fragas del Eume. Se ubica en un emplazamiento rodeado por el espeso bosque y cursos de agua. En el siglo X fue fundado por San Rosendo con la función de ser una capilla, pero fue ganando importancia hasta convertirse en monasterio benedicino. La influencia que tuvo fue tanta que en el año 1107 quedó exento de la autoridad del arzobispado de Santiago de Compostela. En el siglo XIII el monasterio llegó a la categoría de Real Colegiata de la orden de San Agustín. En el siglo XVIII dejó de acoger la vida de los clérigos. Fue con la desamortización de 1849 que salió a subasta el monasterio quedando en manos de particulares lo que supuso su decadencia.  En 1896 un vecino de la zona obtuvo una autorización del arzobispado para restaurarlo. En la actualidad el monasterio restaurado y sus alrededores son propiedad de la Diputación de La Coruña.

### Monasterio de Monfero

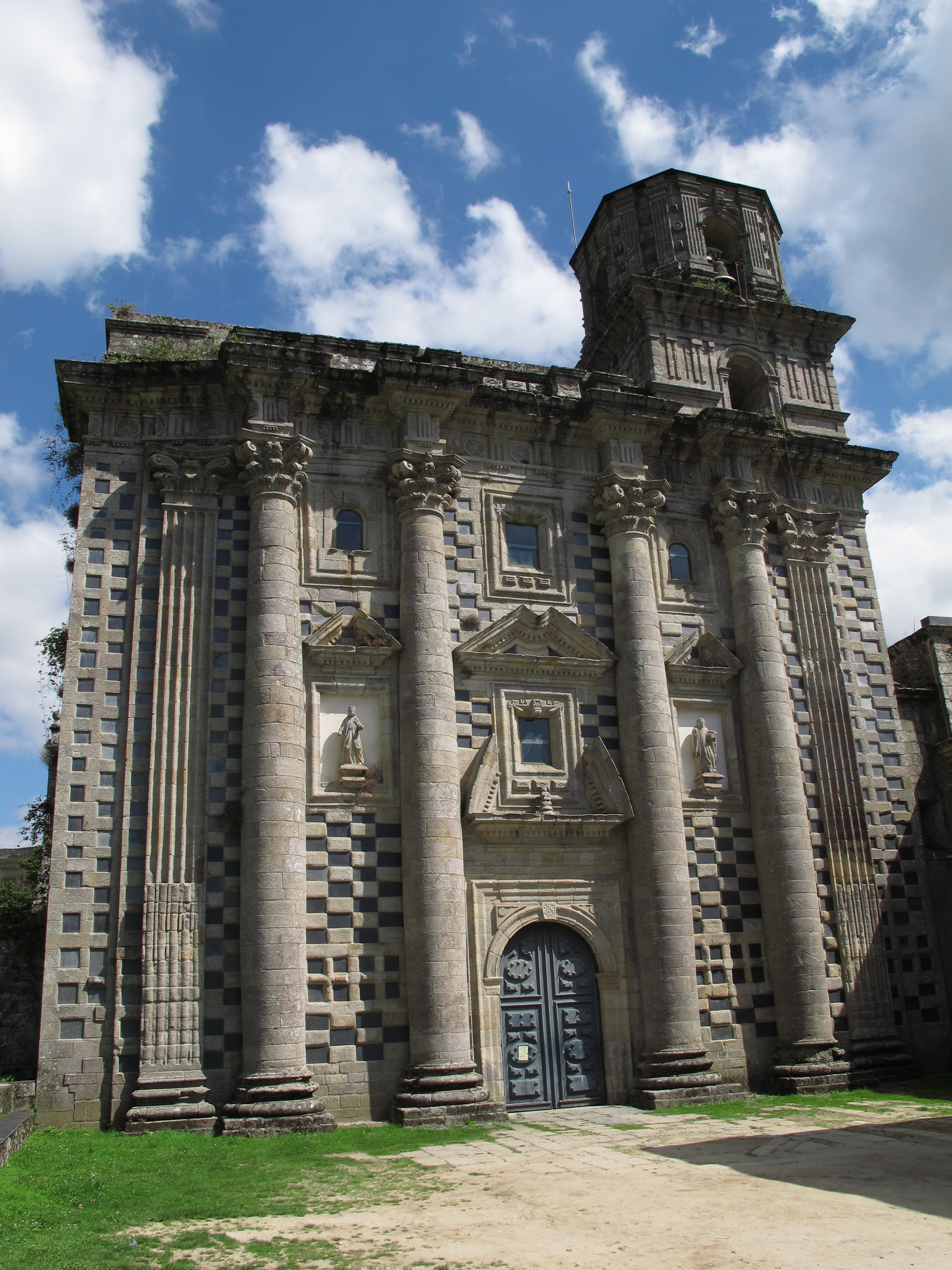
Monasterio de Monfero

El monasterio de Monfero está fuera de los límites de las Fragas del Eume aunque gran parte de las Fragas del Eume están dentro de lo que fue el Coto de Santa María de Monfero. El Monasterio fue inaugurado en 1134 con el impulso del Rey Alfonso VII y bajo la regla de San Benito, se reconvirtió en cisterciense en 1147 y su vida monástica llegó hasta la exclaustración de 1835. Durante los siglos XVI y XVII llegó a su mejor momento debido a la construcción del templo barroco en sustitución del románico. Lo más llamativo de este monasterio es su fachada de alternancia de granito y pizarra que le da su aspecto de tablero de ajedrez. Tras las desamortizaciones de Mendizabal dejó de acoger vida en el siglo XIX. Ahora pertenece a la Junta de Galicia quien intento reconvertirlo a un hotel-spa pero no fue posible por la crisis económica. A pesar de que no está en un gran estado se puede visitar su interior gratuitamente.

### Lago de Puentes de García Rodríguez

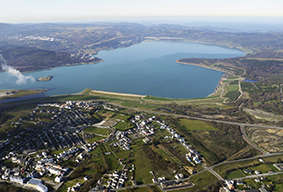
Lago de As Pontes

Este lago es peculiar ya que se trata de un lago artificial. El agujero en el que se rellenó de agua era antiguamente una mina de lignito en la cual se extraía ese mineral para dar vida a la central térmica de As Pontes. El problema fue que era más barato exportar el mineral del extranjero que extraerlo a 500 metros. Cuando la mina quedó inoperativa se pensó que se podría rellenar el agujero con agua a través de las lluvias pero esto podría durar hasta 20 años. Por ello se preparó un plan en el que se desviaría algún pequeño arroyo que trajera agua del Eume. Tras cuatro años se consiguió el llenado que culminó en la primavera del 2012, creando así el mayor lago artificial de España y de Europa con unas dimensiones de 5 km de largo, 2 de ancho y 18 de perímetro, además de una profundidad máxima de 206 m, convirtiéndolo en la mayor regeneración medioambiental de la península de la historia. 
Desde que fue inaugurado el lago ha ido desarrollando un entorno en el que hay presente una gran flora y fauna autóctona y migratoria. Se ha creado una reserva ornitológica, un espacio para la observación de aves y una playa artificial. Esta playa diseñada para el disfrute de la población ha sido galardonada con la bandera azul, un reconocimiento que concede la Fundación Europea para la Educación Ambiental, en aquellas playas con buena calidad del agua, servicios de seguridad y accesos para personas con movilidad reducida, adecuados. Alrededor de la playa hay zonas verdes, mesas con bancos y varios chiringuitos para disfrutar del lugar. Este paisaje natural que no solo visitan los turistas, sino que los habitantes de la zona aprovechan al máximo. En 2017 se instaló una tirolina de 200 metros sobre la zona de la playa.  Además en algunas zonas del lago también se realizan deportes náuticos como el piragüismo o el kayak y diversas actividades para exprimir todo el potencial turístico.

## Ciudades hermanas
- Lesneven, Francia.
- Carmarthen, Gales, Reino Unido.
- Arroyo Naranjo, Cuba.
- Ortigueira.